# كاريان (باكستان)
کَارِیَانُ (بالهندستانية: کھارِیاں) مدينة في كجرات في مقاطعة البنجاب الباكستانية. وهو المقر الرئيسي لتحصيل كاريان.
وتعرف باسم "نرويج باكستان الصغيرة" لأن أكثر من 70%[بحاجة لمصدر] من الباكستانيين في النرويج ينتمون إلى هذه المنطقة.

## الجيش
يوجد أيضًا أكبر معسكر للجيش في باكستان في هذه المدينة.

## مشاهير
- محمد عالم لوهار (1928 - 3 يوليو 1979)، مغني الموسيقى الشعبية البنجابية البارز.
- الرائد راجا عزيز بهتي شهيد (1928 - 10 سبتمبر 1965) حصل على أعلى جائزة باكستانية للبسالة (نيشان حيدر).
- فضل إلهي شودري هو الرئيس الخامس لباكستان.
- عصمت بيك عالم

## أنظر أيضا
- كجرات (باكستان)
- باجوال